# Polární rozpouštědlo
Polární rozpouštědla jsou rozpouštědla, která jsou tvořena polárními molekulami, tedy molekulami s nenulovým dipólovým momentem. Dělí se na protická rozpouštědla, která mají odštěpitelný atom vodíku, a aprotická, která jej nemají. Nejčastěji se používají jako součásti barev, odbarvovacích přípravků a inkoustů.

## Protická polární rozpouštědla
Protická polární rozpouštědla se často používají na rozpouštění solí. Mívají vysoké hodnoty relativní permitivity a obvykle jsou polárnější než aprotická rozpouštědla.
K častým vlastnostem protických rozpouštědel patří:
- Molekuly vytvářejí vodíkové vazby.
- Mají kyselý vodík (i když může jít jen o velmi slabé kyseliny, jako je ethanol).
- Rozpouštějí soli, kationty pomocí volných elektronových párů a anionty pomocí vodíkových vazeb.

Příklady jsou voda, většina alkoholů, nižší karboxylové kyseliny (například kyselina octová), kyselina fluorovodíková a amoniak. V těchto rozpouštědlech snadno probíhají SN1 reakce.

## Aprotická polární rozpouštědla
Aprotická polární rozpouštědla nemají odštěpitelný vodík a nejsou tak donory vodíkových vazeb. Mívají středně vysoké hodnoty relativní permitivity a velké dipólové momenty. Patří sem mimo jiné acetonitril, pyridin, ethylacetát, dimethylformamid, hexamethylfosforamid a dimethylsulfoxid.
K častým vlastnostem aprotických rozpouštědel patří:
- Jejich molekuly mohou přijímat vodíkové vazby.
- Nemají kyselý vodík.
- Rozpouštějí soli.

Aprotická polární rozpouštědla obvykle nerozpouštějí silné zásady, jako jsou Grignardova činidla a organolithné sloučeniny, které se rozpouští v etherech; mohou být těmito zásadami i deprotonovány.

## Srovnání běžných rozpouštědel
Rozpouštědla jsou rozdělena na nepolární, polární aprotická a polární protická.
| Rozpouštědlo                   | Chemický vzorec         | Teplota varu | Relativní permitivita | Hustota      | Dipólový moment (D) |
| ------------------------------ | ----------------------- | ------------ | --------------------- | ------------ | ------------------- |
| Nepolární rozpouštědla         |                         |              |                       |              |                     |
| Hexan                          | CH3-CH2-CH2-CH2-CH2-CH3 | 69 °C        | 2,0                   | 0,655 g/cm3  | 0,00 D              |
| benzen                         | C6H6                    | 80 °C        | 2,3                   | 0,879 g/cm3  | 0,00 D              |
| toluen                         | C6H5CH3                 | 111 °C       | 2,4                   | 0,867 g/cm3  | 0,36 D              |
| 1,4-dioxan                     | (CH2CH2O)2              | 101 °C       | 2,3                   | 1,033 g/cm3  | 0,45 D              |
| chloroform                     | CHCl3                   | 61 °C        | 4,8                   | 1,498 g/cm3  | 1,04 D              |
| diethylether                   | (CH3CH2)2O              | 35 °C        | 4,3                   | 0,713 g/cm3  | 1,15 D              |
| Polární aprotická rozpouštědla |                         |              |                       |              |                     |
| dichlormethan (DCM)            | CH2Cl2                  | 40 °C        | 9,1                   | 1,3266 g/cm3 | 1,60 D              |
| N-methylpyrrolidon             | CH3NC(O)C3H6            | 202 °C       | 32,2                  | 1,028 g/cm3  | 4,1 D               |
| tetrahydrofuran (THF)          | C4H8O                   | 66 °C        | 7,5                   | 0,886 g/cm3  | 1,75 D              |
| ethylacetát (EtOAc)            | CH3CO2CH2CH3            | 77 °C        | 6,0                   | 0,894 g/cm3  | 1,78 D              |
| aceton[1]                      | CH3C(O)CH3              | 56 °C        | 21                    | 0,786 g/cm3  | 2,88 D              |
| dimethylformamid (DMF)         | HC(O)N(CH3)2            | 153 °C       | 38                    | 0,944 g/cm3  | 3,82 D              |
| acetonitril (MeCN)             | CH3CN                   | 82 °C        | 37                    | 0,786 g/cm3  | 3,92 D              |
| dimethylsulfoxid (DMSO)        | CH3S(O)CH3              | 189 °C       | 47                    | 1,092 g/cm3  | 3,96 D              |
| propylenkarbonát (PC)          | C4H6O3                  | 242 °C       | 64                    | 1,205 g/cm3  | 4,90 D              |
| Polární protická rozpouštědla  |                         |              |                       |              |                     |
| kyselina mravenčí              | HCO2H                   | 101 °C       | 58                    | 1,21 g/cm3   | 1,41 D              |
| butan-1-ol                     | CH3CH2CH2CH2OH          | 118 °C       | 18                    | 0,810 g/cm3  | 1,63 D              |
| isopropylalkohol (IPA)         | (CH3)2CH(OH)            | 82 °C        | 18                    | 0,785 g/cm3  | 1,66 D              |
| nitromethan [2]                | CH3NO2                  | 101 °C       | 35,87                 | 1,1371 g/cm3 | 3.56 D              |
| ethanol (EtOH)                 | CH3CH2OH                | 78 °C        | 24,55                 | 0,789 g/cm3  | 1,69 D              |
| methanol (MeOH)                | CH3OH                   | 65 °C        | 33                    | 0,791 g/cm3  | 1,70 D              |
| kyselina octová (AcOH)         | CH3CO2H                 | 118 °C       | 6,2                   | 1,049 g/cm3  | 1,74 D              |
| voda                           | H2O                     | 100 °C       | 80                    | 0,998 g/cm3  | 1,85 D              |

| 1 Aceton tautomerizuje na enol (propen-2-ol) a může se tak chovat jako protické rozpouštědlo.                                            |
| 2 I když je vodíkový atom navázán na uhlík, tak se tento uhlík nachází vedle kladně nabitého dusíku a je vázán na kyslík dvojnou vazbou. |